# КВН
„Клуб на веселите и находчивите“ (на руски: Клуб весёлых и находчивых), по-известно със съкращението си „КВН“ (ка-ве-ен), е руско телевизионно състезание.
В него отборите, състоящи се предимно от студенти, се състезават по остроумие чрез отговори на въпроси, импровизации, предварително подготвени сценки и други.

## Правила
В КВН се играе по различни правила. Понякога те се променят непосредствено в хода на играта, даже и във Висшата лига. Например водещият или председателят на журито могат да предложат на отборите свой собствен конкурс. Все пак има общи норми, които важат във всички игри и всички лиги.
Едно от правилата е, че в КВН играят отбори. Един отбор се състои от поне двама членове (от толкова се е състоял например отбора „Сборная малых народов“). Всеки отбор си има капитан. Повечето отбори участват с оригинални костюми, които ги отличават от останалите играчи в другите отбори. Костюмите на играчите в един отбор могат да бъдат еднакви, издържани в общ стил, или да са напълно различни за всеки един от тях.
Друго основно правило е, че играта е разделена на конкурси. Обикновено всеки конкурс си има собствено наименование, което задава и темата на съответния конкурс. Самата игра също получава оригинално название, което определя общата ѝ тема. Всеки конкурс се оценява от журито.

## КВНовските конкурси
- Приветствие. Този конкурс се играе в началото на всяка игра. Участниците в него представят себе си и своите отбори. Приветствието се състои предимно от шеги, анекдоти и миниатюри.
- Разгрявка. В този конкурс отборите разполагат с тридесет секунди за да измислят смешен отговор на въпросите, които получават от другите отбори, зрителите, журито и/или водещия.
- СТЕМ. Това е съкращение от „Студентски Театър на Естрадни Миниатюри“. Кратък конкурс, измислен през 1995 година. Основен принцип на конкурса е на сцената да няма повече от трима КВНци едновременно.
- БРИЗ. Съкращението идва от „Бюро за Рационализации и ИЗобретения“. Това е кратък литературен конкурс, в който отборите представят някакво изобретение или явление.
- Музикален конкурс. Тук се отделя внимание на музикалните номера – песни, танци или изпълнения на музикални инструменти. През 1995 е измислен конкурса „Конкурс с една песен“ (на руски: Конкурс Одной Песни (КОП)), в който се е използвала само една мелодия. През 2003 е измислен „Музикалнен финал“, в който отборите е трябва да представят написаната от тях красива и забавна финална песен.
- Биатлон. Това е конкурс измислен в беларуския КВН. Участниците „стрелят“ с шеги, а журито отстранява един по един отборите с най-несполучливи шеги. Победителя получава 1 точка, а в случай на равенство финалистите получават по 0,9 точки.
- Конкурс новини. Подобен на БРИЗ, но се представя смешна емисия новини. Също както в Разгрявка и Биатлон, на сцената стоят всички участващи отбори.
- Домашна работа. Продължителен конкурс. Играе се в края на играта. Когато в играта липсва Музикален конкурс тогава се играе като Музикална Домашна Работа.
- Фрийстайл. Свободен конкурс, в който на отборите се разрешава да играят в свобоно избрани от тях стил и номера. Конкурсът е измислен през 2003.
- Кино конкурс. В този конкурс отборите трябва да направят видеоклип или да озвучат известен филм.
- Капитански конкурс. Конкурс за капитаните на състезаващите се отбори.

## Състезанието КВН
Различните отбори са групирани в няколко лиги, в които се състезават за шампионската титла. Поради популярността на КВН в света има буквално стотици лиги. Организацията на лигите се ръководи от Съюза на КВН. По Първи канал на Руската Национална Телевизия редовно се излъчват игрите в две от лигите: Висшата лига и Премиер-лига. Останалите лиги се излъчват от регионалните телевизионни канали. Победителят във Висшата лига се обявява за шампион на клуба.
Има и други състезания извън лигите. Например всеки януари се провежда Фестивалът на КВН в Сочи, който привлича стотици отбори от целия свят. На този фестивал се разпределят отборите в лиги за настъпващия сезон.
През юли в Юрмала (Латвия) се провежда музикалният фестивал „Гълчащият КиВиН“ (на руски: Голосящий кивин). Победителите на този фестивал получават статуетки наричани КиВиНи, които се считат за много престижни награди.
Лятната купа или Суперкупата се играе обикновено в август, като най-често тя се провежда в Сочи. В това състезание участват само шампионите. По изключение на играта през 2003 участва отбор от известни играчи в КВН от миналото, а през 2007 участие взе отбор финалист.
Всяка година през ноември се играе Спецпроект по повод рождения ден на КВН.
Освен това в много държави от и извън ОНД съществуват независими лиги извън Съюза на КВН, в които се провеждат собствени състезания.

## Социалният феномен КВН
Популярността на КВН е впечатляваща. Според официалния сайт на Съюза на КВН:
- над 5 милиона зрители гледат на живо
- над 40000 участници, организирани в
- над 3000 редовно състезаващи се отбори от
- над 100 града.

В последните 20 години най-висок рейтинг сред телевизионните предавания в Русия са имали игрите на КВН. Дори политици като Борис Елцин и Владимир Путин са присъствали на игрите, за да се възползват от възможността да спечелят допълнително точки преди изборите. КВН е де факто част от културата на руско-говорещите общности по света.
Президентът на клуба КВН, Александър Масляков, получава един от най-високите ордени от президента на Русия Владимир Путин, като водеш на играта в продължение на 45 години.

## КВН по света
След като перестройката отваря границите на Русия за емигрантите, КВН достига Израел, Германия, Австралия, Португалия и САЩ. Много държави създават свои собствени отбори, лиги и състезания. През 1992 израелския отбор изпробва силите си срещу отбора на ОНД. След безапелационния успех на играта следват още игри на високо ниво: отборът на ОНД посещава Израел, Германия и САЩ. Кулминацията настъпва в 1994 с Първия световен Фестивал на КВН в Израел с участието на 4 отбора (САЩ, Израел, ОНД и Германия).
Това събитие привлича нова вълна играчи в КВН. В американската лига участват над 30 отбора от различни университети, включително известните Харвард, Бъркли и Ню Йорк (първия победител). КВН Израел включва 2 лиги с 16 отбора от различни градове. Германската лига има над 25 отбора и нарича състезанията си Европейски шампионат по КВН заради участващите отбори от Франция, Холандия и Гърция.